# دار الفنك للنشر
دار الفِنك للنشر هي دار نشر مغربية مستقلة. أسستها ليلى الشاوني في عام 1987، ويقع مقرها في الدار البيضاء.

## منشوراتها
تنشر دار النشر الفينك أعمالها باللغة الفرنسية أو العربية (الناطقة بالفرنسية أو العربية، وتقوم بعملية الترجمة من لغة إلى أخرى أو ثنائية اللغة). وتشمل هذه المنشورات خاصة :
- الأدب
- روايات الخيال
- والمقالات في العلوم الإنسانية
- كتب
- مجموعات من النصوص